# Hạc Thành
Hạc Thành là phường trung tâm của tỉnh Thanh Hóa, Việt Nam.
Được thành lập ngày 16 tháng 6 năm 2025 trên cơ sở các phường trung tâm của thành phố Thanh Hóa, phường Hạc Thành chính thức hoạt động từ ngày 1 tháng 7 năm 2025.

## Địa lý
Phường Hạc Thành nằm ở trung tâm vùng đồng bằng phía đông tỉnh Thanh Hóa, thuộc hữu ngạn sông Mã, có vị trí địa lý:
- Phía đông giáp phường Nguyệt Viên với ranh giới là sông Mã
- Phía tây giáp các phường Đông Sơn, Đông Tiến, Đông Quang
- Phía nam giáp phường Quảng Phú
- Phía bắc giáp phường Hàm Rồng.

Phường Hạc Thành có diện tích tự nhiên 24,63 km², quy mô dân số năm 2024 là 197.142 người, mật độ dân số đạt 8.004 người/km².

## Lịch sử
Địa giới hành chính phường Hạc Thành trước đây vốn bao gồm nhiều phường trung tâm của thành phố Thanh Hóa. Tên của phường được đặt theo tên gọi phổ biến của trấn thành Thanh Hóa; tòa thành là nơi đặt lỵ sở của trấn Thanh Hóa từ năm 1804, được coi là tiền đề tạo nên thị xã, sau đó là thành phố tỉnh lỵ của tỉnh Thanh Hóa.
Ngày 16 tháng 6 năm 2025, thành phố Thanh Hóa bị giải thể do bỏ cấp huyện; phường Hạc Thành được thành lập theo Nghị quyết số 1686/NQ-UBTVQH15 của Ủy ban Thường vụ Quốc hội trên cơ sở sáp nhập nhiều phường thuộc thành phố Thanh Hóa, bao gồm diện tích tự nhiên và quy mô dân số của:
- Toàn bộ 10 phường: Phú Sơn, Lam Sơn, Ba Đình, Ngọc Trạo, Đông Sơn, Trường Thi, Điện Biên, Đông Hương, Đông Hải, Đông Vệ
- Khu vực từ đường Lý Thiên Bảo đến sông Hạc về phía nam của phường Đông Thọ (phần còn lại được sáp nhập vào phường Hàm Rồng)
- Khu vực phía đông đường sắt Bắc – Nam, phía đông bắc sông Nhà Lê và phía bắc kênh Vinh của tổ dân phố Thắng Sơn, phường An Hưng (phần còn lại được sáp nhập vào phường Đông Quang).[2]

Phường này chính thức hoạt động từ ngày 1 tháng 7 năm 2025, là đơn vị hành chính trực thuộc tỉnh Thanh Hóa.

## Hành chính
Phường Hạc Thành có tất cả 125 tổ dân phố. Dưới đây là danh sách các tổ dân phố theo địa giới từng phường cũ:
| Mã    | Tên phường | Hành chính    | Hành chính |
| Mã    | Tên phường | Số lượng      | Danh sách |
| ----- | ---------- | ------------- | --- |
| 14758 | Đông Thọ   | 14 phố        | Bắc, Đàm, Đội Cung 1, Đội Cung 2, Đội Cung 3, Đội Cung 4, Đông Bắc Ga 1, Đông Bắc Ga 2, Lợi 1, Lợi 2, Nam, Tân Lập, Thắng, Trung |
| 14764 | Trường Thi | 9 phố         | Bà Triệu, Bắc Đội Cung, Hậu Thành, Hòa Bình, Nam Đội Cung, Tân Lập, Thống Nhất 1, Thống Nhất 2, Trường Thi |
| 14767 | Điện Biên  | 8 phố         | Đông Lân, Hàng Đồng, Hậu Thành, Lê Hoàn, Ngô Quyền, Nguyễn Du, Tô Vĩnh Diện, Triệu Quốc Đạt |
| 14770 | Phú Sơn    | 20 phố        | Bắc Thành, Dương Đình Nghệ 1, Dương Đình Nghệ 2, Lam Sơn, Lê Văn Hưu, Nam Cao, Nam Thành, Phan Bội Châu, Phan Bội Châu 1, Phan Bội Châu 4, Phú Thọ 1, Phú Thọ 2, Phú Thọ 3, Phú Thọ 4, Tây Ga, Tây Sơn 1, Tây Sơn 2, Tây Sơn 3, Tây Sơn 4, Trần Phú |
| 14773 | Lam Sơn    | 12 phố        | Được đánh số từ 1 đến 12 |
| 14776 | Ba Đình    | 8 tổ dân phố  | Được đánh số từ 1 đến 8 |
| 14779 | Ngọc Trạo  | 10 tổ dân phố | Được đánh số từ 1 đến 10 |
| 14782 | Đông Vệ    | 16 phố        | Đông Phát 1, Đông Phát 2, Hải Thượng Lãn Ông, Kiều Đại, Mật Sơn 1, Mật Sơn 2, Mật Sơn 3, Ngô Thị Ngọc Dao, Nguyễn Sơn, Quang Trung 1, Quang Trung 2, Quang Trung 3, Quảng Xá, Quảng Xá 3, Tạnh Xá 1, Tạnh Xá 2                                      |
| 14785 | Đông Sơn   | 9 tổ dân phố  | Được đánh số từ 1 đến 9 |
| 14794 | Đông Hương | 10 phố        | Ba Tân, Bào Ngoại, Bình Minh, Cốc Hạ 1, Cốc Hạ 2, Hòa Bình, Khối 1, Phan Đình Phùng, Quang Trung, Tân Hà |
| 14797 | Đông Hải   | 8 phố         | Ái Sơn 1, Ái Sơn 2, Đồng Lễ, Lai Thành, Lễ Môn, Sơn Vạn, Tân Thành, Xuân Minh |
| 16435 | An Hưng    | 1 tổ dân phố  | Thắng Sơn |